# Shark in Venice
Shark in Venice è un film del 2008 diretto da Danny Lerner.

## Trama
Il dott. David Franks, accompagnato dalla fidanzata Laura, giunge a Venezia dove il padre, eminente studioso, ha perso la vita durante un'immersione subacquea nei canali cittadini. La polizia ha frettolosamente archiviato la scomparsa dell'uomo come incidente, ma David comprende che in realtà il padre è stato ucciso da uno squalo: l'uomo era impegnato nella ricerca d’un favoloso tesoro nascosto sotto la città. L'accesso marino al nascondiglio sotterraneo è effettivamente sorvegliato da feroci squali che il boss mafioso Vito Clemenza ha liberato a bella posta nei canali veneziani.